# Pelomyia
Pelomyia är ett släkte av tvåvingar. Pelomyia ingår i familjen Canacidae.

## Dottertaxa tillPelomyia, i alfabetisk ordning[1]
- Pelomyia advena
- Pelomyia argentinaensis
- Pelomyia aurantifrons
- Pelomyia boliviensis
- Pelomyia coronata
- Pelomyia crassiseta
- Pelomyia crassispina
- Pelomyia curva
- Pelomyia delicata
- Pelomyia dentata
- Pelomyia flabella
- Pelomyia freidbergi
- Pelomyia fuegina
- Pelomyia granditarsa
- Pelomyia grisecoxa
- Pelomyia intermedia
- Pelomyia irwini
- Pelomyia lobina
- Pelomyia melanocera
- Pelomyia nigripalpis
- Pelomyia nigritarsis
- Pelomyia nubila
- Pelomyia occidentalis
- Pelomyia peruviana
- Pelomyia planibulla
- Pelomyia robustiseta
- Pelomyia spatulata
- Pelomyia steyskali
- Pelomyia trivittata
- Pelomyia undulata
- Pelomyia univittata
- Pelomyia viedmae
- Pelomyia vockerothi